# Nicolas Thys
Nicolas Thys (Brussel, 27 augustus 1968) is een Belgische jazzbassist die zowel elektrische bas als contrabas bespeelt. Hij speelt jazz en soul.
Thys begon op de piano en fluit en speelde vanaf zijn dertiende bas. Na de middelbare school verhuisde hij naar Amsterdam om vanaf rond 1989 te studeren aan het Conservatorium van Amsterdam. In 1996 en van 1999 tot 2007 woonde hij in New York. Hij speelde met onder meer Toots Thielemans, Lee Konitz en Benny Bailey, en speelde mee op plaatopnames van bijvoorbeeld Kris Defoort, Bill Carrothers en Walter Lang. In 2003 verscheen zijn eerste cd als leider. Thys vormt een duo met Dries Laheye en heeft een trio met Jeroen van Herzeele en Antoine Pierre. Ook speelt hij solo. Verder werkt hij in groepen van onder meer Nicolas Kummert, Kris Defoort en Chris Joris. Nicolas Thys geeft les aan de masters in het conservatorium van  Antwerpen.
Hij won enkele muziekprijzen in België, Nederland en Duitsland, zoals in 2001 de Django d'Or in de categorie 'nieuw talent'. 

## Discografie (selectie)
- Chronaxie (met Fred Wilbaux en Manuel Hermia), Igloo Records, 1996
- In My Tree, Igloo Records, 2003
- Virgo, Pirouet Records, 2009